# Зуєв Геннадій Якович
Геннадій Якович Зуєв (30 січня 1929 — 27 листопада 2014) — радянський господарський, державний та політичний діяч, Герой Соціалістичної Праці .

## Біографія
Народився в 1929 році в Маріуполі. Член КПРС.
Із 1945 року — на господарській, громадській та політичній роботі. У 1945–1989 роках — токар на металургійному заводі імені Ілліча у місті Маріуполі, токар Ждановського заводу важкого машинобудування імені 50-річчя Великої Жовтневої соціалістичної революції Міністерства важкого, енергетичного та транспортного машинобудування СРСР, майстер виробничого навчання у профтехучилищі в Донецькій області.
Указом Президії Верховної Ради СРСР від 29 серпня 1969 року за видатні заслуги при виконанні спеціального завдання присвоєно звання Героя Соціалістичної Праці з врученням ордена Леніна й золотої медалі «Серп і Молот».
Делегат XXV з'їзду КПРС.
Помер у Маріуполі в 2014 році.